# Steinweg 2 (Gieselwerder)

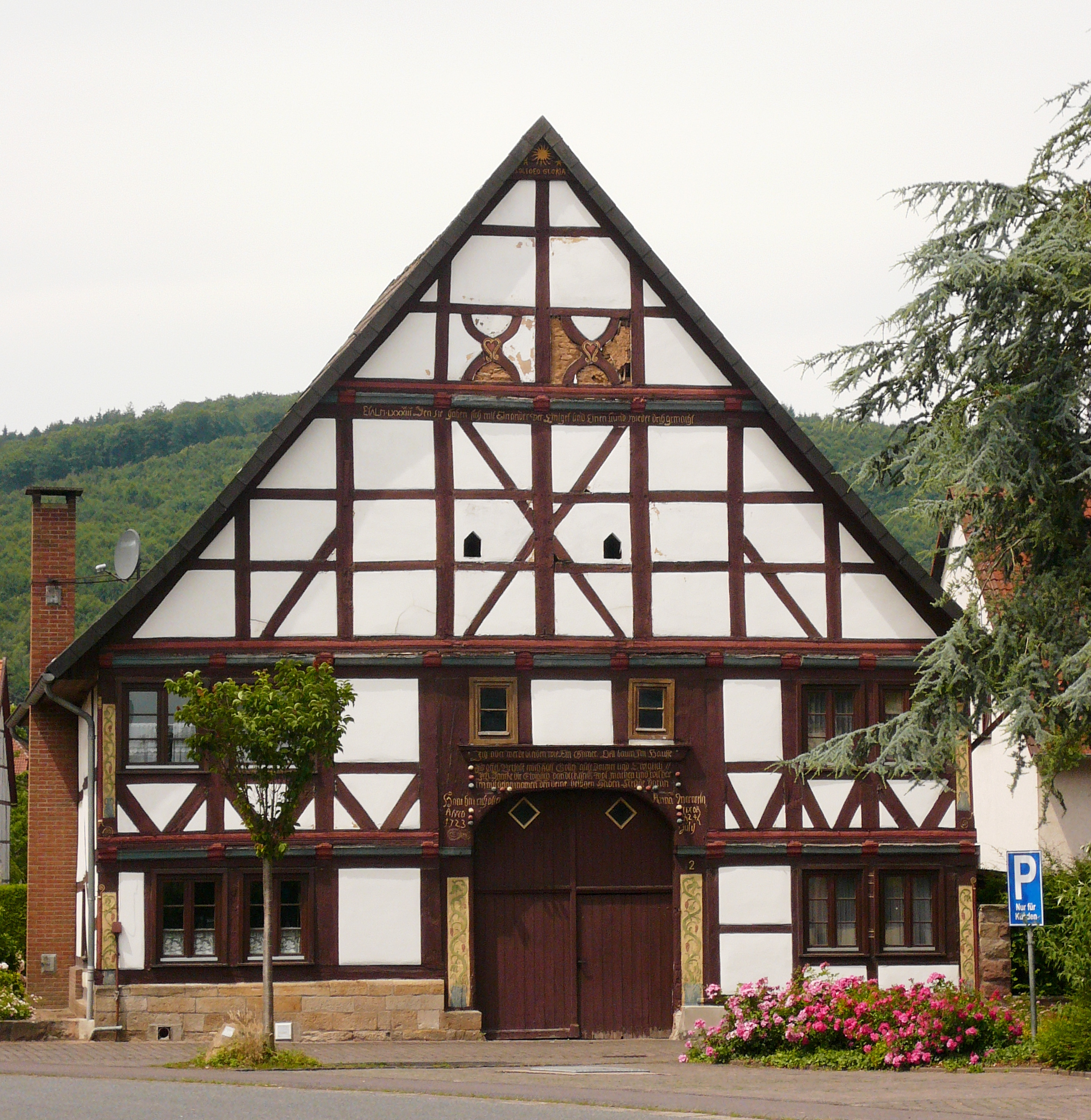
Gebäude Steinweg 2 in Gieselwerder (2208)

Das Gebäude Steinweg 2 in Gieselwerder, einem Ortsteil der Gemeinde Wesertal im Landkreis Kassel in Nordhessen, wurde 1723 errichtet. Das Diemelsächsische Bauernhaus an der Ecke zur Straße In der Laake ist ein geschütztes Kulturdenkmal.
Das zweigeschossige Fachwerkhaus mit giebelseitiger Rähmkonstruktion hat einen profilierten Geschossüberstand und geschnitzte Rankenornamente auf Eckständern und Torpfosten. Das Giebeldreieck ist mit symmetrisch angeordneten Verstrebungen und zwei Andreaskreuzen gestaltet.
Das korbbogige Dielentor mit Inschriftbalken und Abdeckgesims ist erhalten.
Das Gebäude wird als Weberei-Museum Kircher genutzt.